# 可复用发射载具

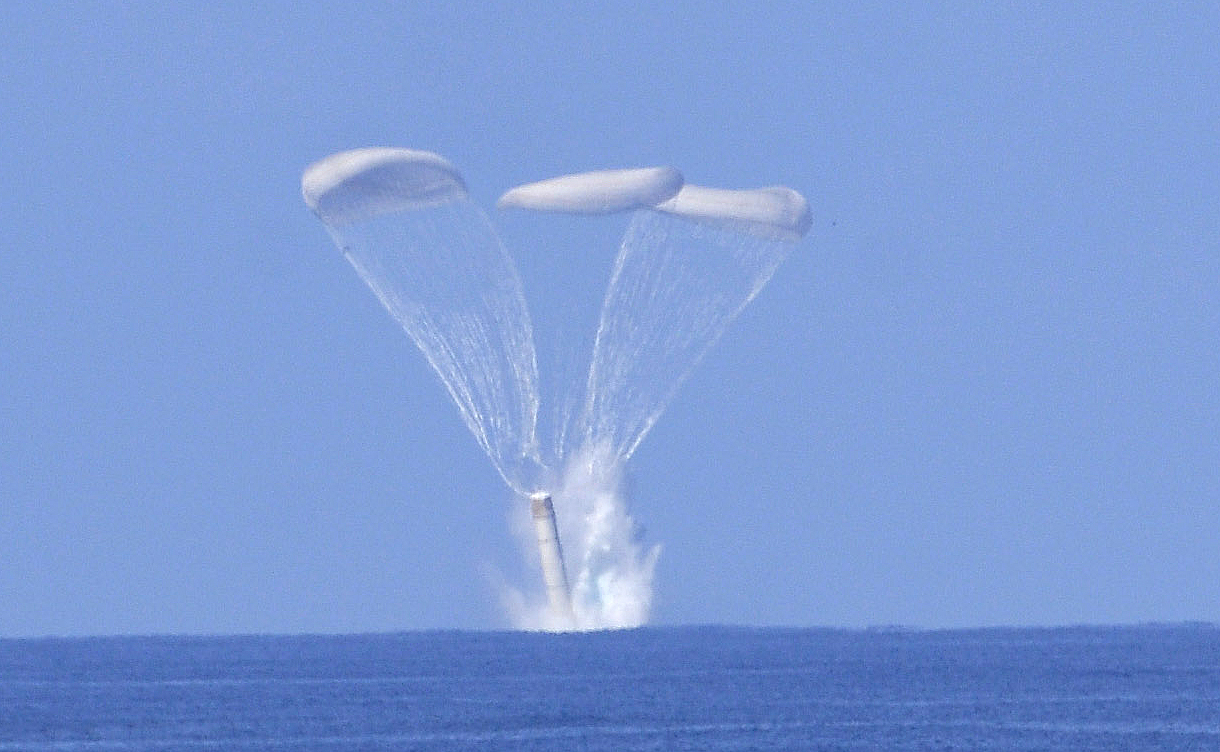
STS-124任務的SRB降落海面。

可重複使用發射系統（英語：reusable launch system）是指能夠部分或全部回收火箭部件，並重複使用的發射系統。到目前為止，各國已飛行了幾種可完全重用的次軌道飛行系統和可部分重用的軌道飛行系統。
第一個可重用軌道飛行載具是太空梭，但它無法實現「將發射成本降低至低於一次性運載系統」的目標。SpaceX首席執行官伊隆·馬斯克表示，如果能夠做到像飛機般可重複使用的火箭，那麼進入太空的成本將減少至百分之一以下。
 

在21世紀，市場對於可重複使用發射系統的興趣日益濃厚，使數種擁有此技術的太空飛行載具誕生。SpaceX具有可重用第一級推進器的獵鷹九號和重型獵鷹，太空飛船公司（The Spaceship Company）可重複使用的次軌道太空船2號，和藍色起源（Blue Origin）具有可回收第一級推進器和太空艙的次軌道新雪帕德火箭。

## 載具配置
現時尚未能證明單級入軌（SSTO）的方法是可行的，而幾種可部分重用的兩級入軌飛行器正在使用中或已經達到最後發展階段。
如果將飛機視為發射載具中的第一階段，則可以將從飛機發射的消耗性火箭彈歸類爲可部分重用。使用這種配置的其中一個例子是軌道科學公司的飛馬座運載火箭。

## 歷史
隨著20世紀上半葉發明火箭推進技術，太空旅行成為一種技術可能性。
單級可重複使用的太空飛機的早期想法被證明是不現實的，儘管即使第一批實用火箭運載工具（V-2）也可以到達太空邊緣，但可重複使用的技術卻過於沉重。另外，作为运输核弹头等武器的载具，許多早期的火箭不可能被设计为可回收火箭。多級火箭解决了早期火箭質量效率不足的問題。1981年,美國航天飛機問世，这是第一個階段的可重複使用航天器。
現代可重複使用的軌道飛行器包括X-37和Dream Chaser。

### 20世紀

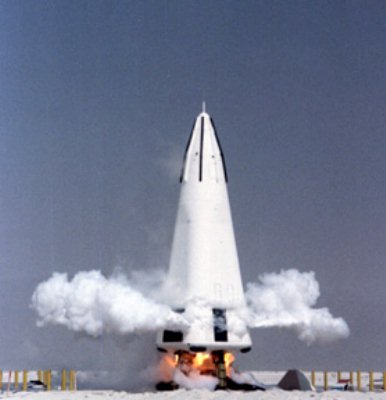
McDonnell Douglas DC-X 使用垂直起飛和垂直降落

美國航空航天局（NASA）在1960年代後期開始了航天飛機的設計過程，其願景是在1970年代使用乘員反激式助推器製造完全可重複使用的航天飛機。 這種設計被證明過於昂貴且無法及時開發，因此該設計被縮減為使用可重複使用的固體火箭助推器和消耗性的外槽。實踐證明，航天飛機在其整個生命週期（1981年至2011年）中要比消耗性的發射系統昂貴得多。
1986年，羅納德·裡根總統（Ronald Reagan）呼籲使用噴氣式超燃沖壓發動機國家航空飛機（NASP）/ X-30。 該項目由於嚴重的技術問題而失敗，並於1993年被取消。
在1990年代，麥克唐納·道格拉斯（McDonnell Douglas）Delta Clipper VTOL SSTO提議進入了測試階段。 DC-X原型展示了快速的周轉時間和自動計算機控制功能。
在1990年中期，英國的研究將早期的HOTOL設計演變為前景更為廣闊的Skylon設計，該設計仍在開發中。
從商業角度來說，Rocketplane Kistler和Rotary Rocket試圖在破產之前製造可重複使用的私人開發火箭。
美國宇航局提出了危險的可重用概念，以取代航天飛機技術，這將在X-33和X-34計劃中得到證明，由於成本上升和技術問題，它們在2000年代初均被取消。

### 21世紀

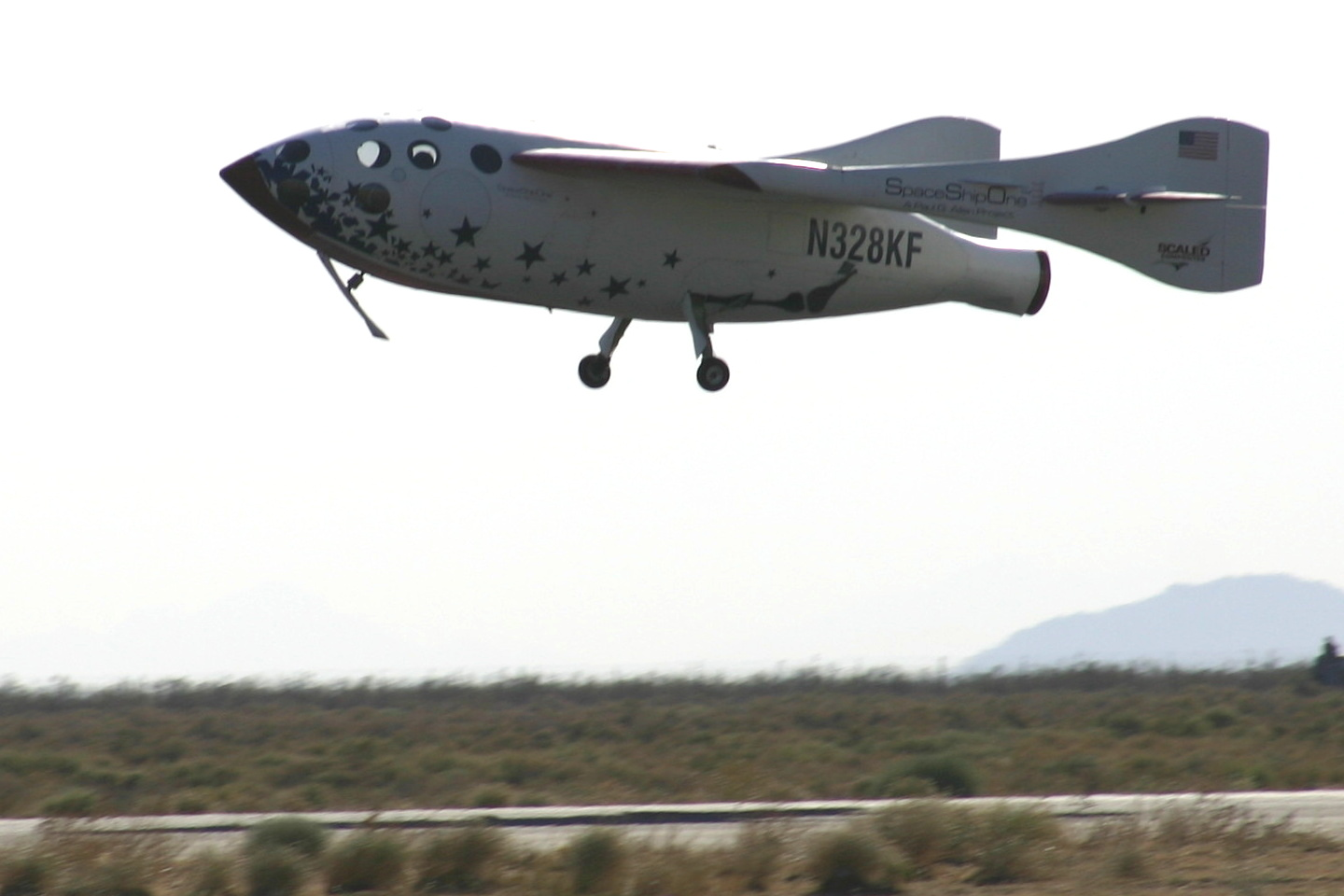
太空船1号從艦載飛機發射後進行了水平著陸

Ansari X Prize競賽旨在開發私人亞軌道可重複使用載具。 許多私營公司與獲勝者Scaled Composites競爭，在兩週的時間內憑藉其可重複使用的太空船1号（SpaceShipOne）兩次到達了卡门线 (Kármán line) 。
2012年，SpaceX開始使用實驗載具進行飛行測試計劃。 這些後來導致開發了Falcon 9可重複使用的火箭發射器。
2015年11月23日，新雪帕德火箭成為第一架通過卡爾曼線(Karman line)（100 km或62 mi）進入太空的垂直起飛/著陸（VTOL）亞軌道火箭，達到329,839英尺（100,535 m），然後返回並使用降落傘降落。
在協助將11顆Orbcomm OG-2商業衛星送入低地球軌道之後，SpaceX於2015年12月21日實現了可重複使用軌道火箭級的第一次垂直軟著陸。
獵鷹9號第二次飛行是在2017年3月30日進行的。現在，SpaceX通常會恢復並重新使用其第一階段，同時也打算重新使用整流罩。
截至2020年5月，唯一可操作的可重複使用的軌道級發射系統是獵鷹9號運載火箭和獵鷹重型運載火箭。 SpaceX還正在開發可完全重用的星艦，於2023年4月20日進行了首次軌道飛行測試

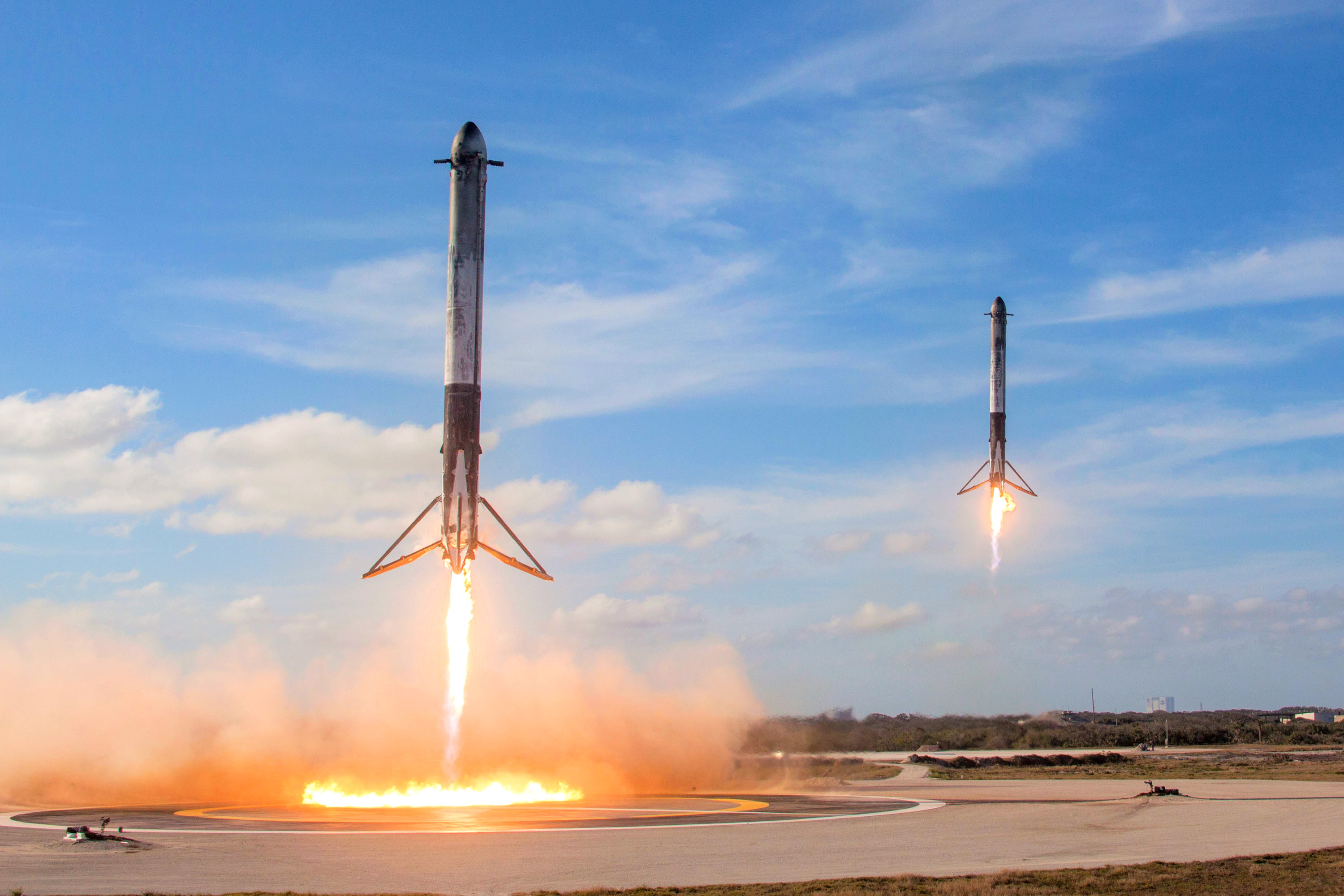
獵鷹重型的側面助推器在2018年示範任務期間著陸。

## 可重複使用發射系統列表
| 運營               | 載具                     | 回收部分             | 飛行類型 | 狀態   |
| ------------------ | ------------------------ | -------------------- | -------- | ------ |
| NASA               | X-15                     | 全部                 | 亞軌道   | 退役   |
| NASA               | 太空梭 (美國)            | 軌道器及助推器       | 軌道     | 退役   |
| 縮尺複合體公司     | 太空船1號                | 全部                 | 亞軌道   | 退役   |
| NASA               | 戰神一號                 | 一級                 | 軌道     | 取消   |
| 藍色起源           | 新雪帕德火箭             | 全部                 | 亞軌道   | 已複用 |
| SpaceX             | 獵鷹九號                 | 一級和整流罩         | 軌道     | 已複用 |
| 維珍銀河           | 太空船2號                | 全部                 | 亞軌道   | 退役   |
| SpaceX             | 獵鷹重型                 | 一級、助推器和整流罩 | 軌道     | 已複用 |
| 中國航天科技集團   | 跨大气层飞行器           | 二級                 | 亞軌道   | 已復用 |
| 火箭實驗室         | 電子號                   | 一級                 | 軌道     | 已回收 |
| SpaceX             | SpaceX星舰               | 全部                 | 軌道     | 研制中 |
| 聯合發射聯盟       | 火神半人马座             | 一級发动机舱         | 軌道     | 已飞行 |
| 藍色起源           | 新格倫火箭               | 一級和整流罩         | 軌道     | 已飞行 |
| 印度空間研究組織   | 可重复使用发射技术验证器 | 二級                 | 軌道     | 研制中 |
| 中科宇航           | 力箭二號                 | 一級和助推器         | 軌道     | 研制中 |
| 藍箭航天           | 朱雀三号                 | 一級                 | 軌道     | 研制中 |
| 火箭實驗室         | 中子號火箭               | 一級和整流罩         | 軌道     | 研制中 |
| 星际荣耀           | 双曲线三号               | 一級及助推器         | 軌道     | 研制中 |
| 天兵科技           | 天龍三號                 | 一級                 | 軌道     | 研制中 |
| 星河動力           | 智神星一號               | 一級                 | 軌道     | 研制中 |
| Stoke Space        | Stoke Space Nova         | 一級                 | 軌道     | 研制中 |
| 螢火蟲太空         | 日蝕運載火箭             | 一級                 | 軌道     | 研制中 |
| 相對論空間         | 人族R運載火箭            | 全部                 | 軌道     | 研制中 |
| 中國航天科技集團   | 长征十号A                | 一級                 | 軌道     | 研制中 |
| 中國航天科技集團   | 长征十二号A              | 一級                 | 軌道     | 研制中 |
| PLD Space          | Miura 5                  | 一級                 | 軌道     | 研制中 |
| 俄罗斯航天国家集团 | 聯盟7號運載火箭          | 一級                 | 軌道     | 研制中 |
| 亞利安空間         | 下一代亞利安             | 一級                 | 軌道     | 研制中 |
| 印度空間研究組織   | NGLV                     | 一級                 | 軌道     | 研制中 |
| 中國航天科技集團   | 長徵九號                 | 全部                 | 軌道     | 研制中 |